# I Want It All
I Want It All è una canzone del gruppo musicale rock britannico Queen, contenuta nell'album The Miracle del 1989. Il brano, prodotto da David Richards, fu il singolo con cui il gruppo tornò prepotentemente alla ribalta nelle classifiche musicali dopo tre anni di assenza. Risultò, infatti, una grande hit in tutto il mondo, posizionandosi alla posizione numero 3 nel Regno Unito, alla numero 50 della Billboard Hot 100, e raggiungendo la top ten di diverse classifiche in Europa.
In Italia, nei primi anni novanta, il brano fu utilizzato per lo spot pubblicitario della Seat Toledo e, successivamente, per la pubblicità della società petrolifera Q8. Inoltre, compare nella colonna sonora dei videogiochi musicali Guitar Hero: Van Halen e SingStar Queen.

## La canzone
I Want It All è stata spesso interpretata come uno slogan d'aiuto verso la gioventù nera africana, anche se ben altra è la sua vera origine: si dice sia stata ispirata da una frase che spesso un insicuro Brian May si sentiva ripetere dalla sua seconda moglie Anita Dobson, che lo invitava in modo veemente a prendere delle decisioni. Il brano è accreditato a tutta la band (come uso dei Queen a partire dall'album The Miracle), anche se fu composto qualche anno prima dallo stesso May. John Deacon, infatti, la definì una canzone "costruita", perché a differenza delle altre canzoni dell'album (scritte a più mani o con delle collaborazioni) questa era in realtà già stata ultimata dal chitarrista. Il ritmo del ritornello è simile a quello di The Show Must Go On, successiva canzone dei Queen. L'intermezzo, invece, è caratterizzato da uno scambio di battute tra May e Freddie Mercury.
È sicuramente tra i brani più hard rock e da concerto tra quelli composti dai Queen, ma nonostante ciò non è mai stato eseguito dal vivo con Mercury in vita. Nel DVD Greatest Video Hits 2, May dice:
La prima esibizione live della canzone risale al Freddie Mercury Tribute Concert del 1992, quando i restanti tre membri del gruppo la eseguirono insieme a Roger Daltrey degli Who, come cantante, e Tony Iommi dei Black Sabbath, come secondo chitarrista.
Un'altra versione live appare nell'album live Return of the Champions (2005), cantata dal chitarrista Brian May e il cantante britannico Paul Rodgers.
Nel recensire The Miracle for Allmusic, Greg Prato ha suggerito che la canzone, come la title track The Miracle, "riflette [...] sullo [...] stato del mondo alla fine degli anni '80", riassumendo stilisticamente la canzone come "heavy rock". Il quotidiano di Melville, Newsday, ha menzionato I Want It All come uno dei "I migliori" dell'album, descrivendolo come "colorato dai riff di chitarra rock di May e dalla voce roca di Mercury". Nel rivedere l'album, The Dallas Morning News ha descritto in dettaglio I Want It All, spiegando come "inizia con una parte di chitarra in stile Bowie, offre una porzione di Heavy Metal, stabilisce rapidamente la linea dura implicita dal titolo, poi prende il volo lungo la scorrevole tastiera della chitarra del signor May." La canzone segna il primo e unico uso di un doppio pedale nella grancassa in una canzone dei Queen.

### Commenti dai Queen sul disco
(Brian May)
(Brian May)
(Brian May)

## Formazione
- Freddie Mercury - voce, tastiera
- Brian May - chitarra elettrica e acustica, seconda voce, programmazione
- John Deacon - basso, cori
- Roger Taylor - batteria, cori, programmazione

## Versioni
- Album Version - 4:44 - la versione dell'album inclusa in The Miracle presenta un'introduzione di chitarra acustica ed elettrica, oltre a un assolo di chitarra in due parti.
- Video Version - 4:01 - per la versione radiofonica l'introduzione è stata sostituita dal ritornello cantato da Brian May, Freddie Mercury, Roger Taylor e John Deacon. Inoltre la prima parte del secondo assolo di chitarra è stata rimossa.
- Hybrid Version - 4:30 - questa versione inclusa in Queen Rocks inizia come la versione singolo, ma nella parte centrale è identica alla versione album.

## Lato B
Il lato B si chiama " Hang on in there" (in italiano " resisti")
Questa canzone è stata scritta da tutti e quattro i membri della band. May suona sia chitarre acustiche ed elettriche, sia tastiere, un lavoro che ha condiviso con Mercury, che suona anche il piano. La canzone originariamente appariva come il lato B del singolo "I Want It All". Nella canzone, Mercury colpisce due volte un E5. Nel mezzo della canzone proprio quando arriva il riff di chitarra e Mercury canta "due volte dentro", viene risposto ogni volta con un "blocco" armonizzato; la prima risposta sono le voci multitraccia solo di May, la seconda - voci simili puramente di Taylor.

## Videoclip
Il videoclip di I Want It All, diretto da David Mallet nell'aprile del 1989, mostra la band esibirsi in uno studio che utilizza lampade alogene. È da notare come Freddie Mercury appaia con la barba e senza più i suoi celebri baffi, che lo avevano caratterizzato negli anni ottanta. Questo era stato probabilmente dettato dal fatto che il cantante voleva coprire i primi segni lasciatogli dal virus dell'HIV, a cui era risultato sieropositivo nella primavera del 1987. Nonostante ciò, Freddie appare ancora abbastanza in forma, anche se già si inizia a notare qualche cambiamento fisico dettato dalla malattia. Brian May ha affermato di come Mercury all'epoca stesse davvero male, seppur non essendo ancora a conoscenza della malattia contratta dal cantante (Freddie rivelò le sue condizioni di salute ai membri del gruppo solo verso la fine del 1989, quando il suo virus si trasformò in AIDS conclamato).

## Classifiche
| Classifica (1989)             | Posizione massima |
| ----------------------------- | ----------------- |
| Australia                     | 10                |
| Austria                       | 11                |
| Belgio (Fiandre)              | 10                |
| Canada                        | 34                |
| Finlandia                     | 6                 |
| Germania                      | 9                 |
| Irlanda                       | 3                 |
| Italia                        | 4                 |
| Norvegia                      | 4                 |
| Nuova Zelanda                 | 3                 |
| Paesi Bassi                   | 2                 |
| Regno Unito                   | 3                 |
| Spagna                        | 12                |
| Stati Uniti                   | 50                |
| Stati Uniti (mainstream rock) | 3                 |
| Svezia                        | 14                |
| Svizzera                      | 8                 |